# Nasavrky
Nasavrky (deutsch Nassaberg) ist eine Stadt in Tschechien. Sie liegt 12 Kilometer nordwestlich von Hlinsko und gehört zum Okres Chrudim.

## Geographie

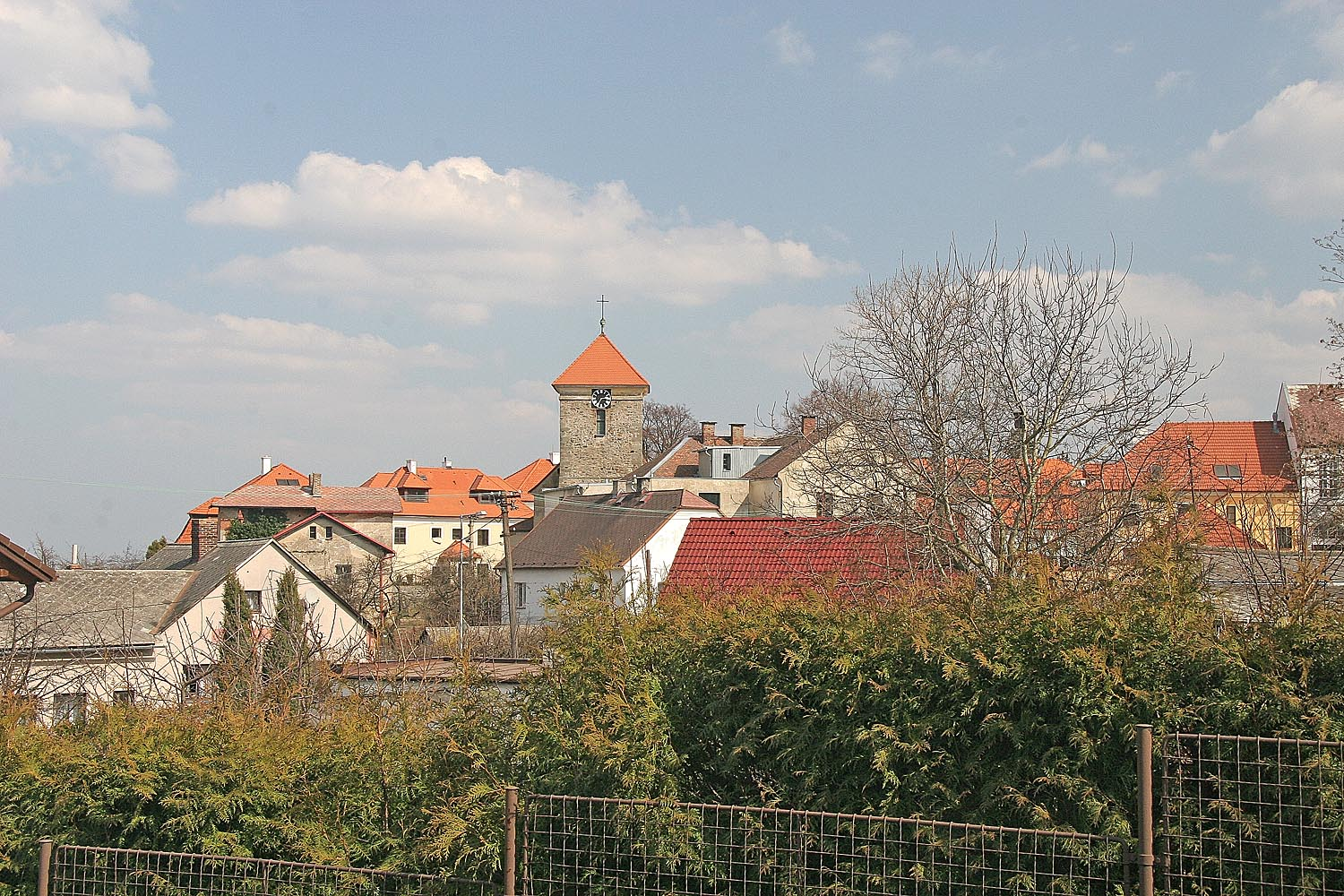
Blick auf Nasavrky

Nasavrky befindet sich rechtsseitig über dem Engtal der Chrudimka im Nordosten des Eisengebirges am Fuße des Ochoz (520 m). Nordwestlich liegt die Talsperre Křížanovice.
Nachbarorte sind Práčov im Norden, Drahotice im Nordosten, Ochoz und Březovec im Osten, Kvítek und Nová Ves im Südosten, Kameničky im Süden, Hodonín im Südwesten, Vedralka und České Lhotice im Westen sowie Hradiště im Nordwesten.

## Geschichte

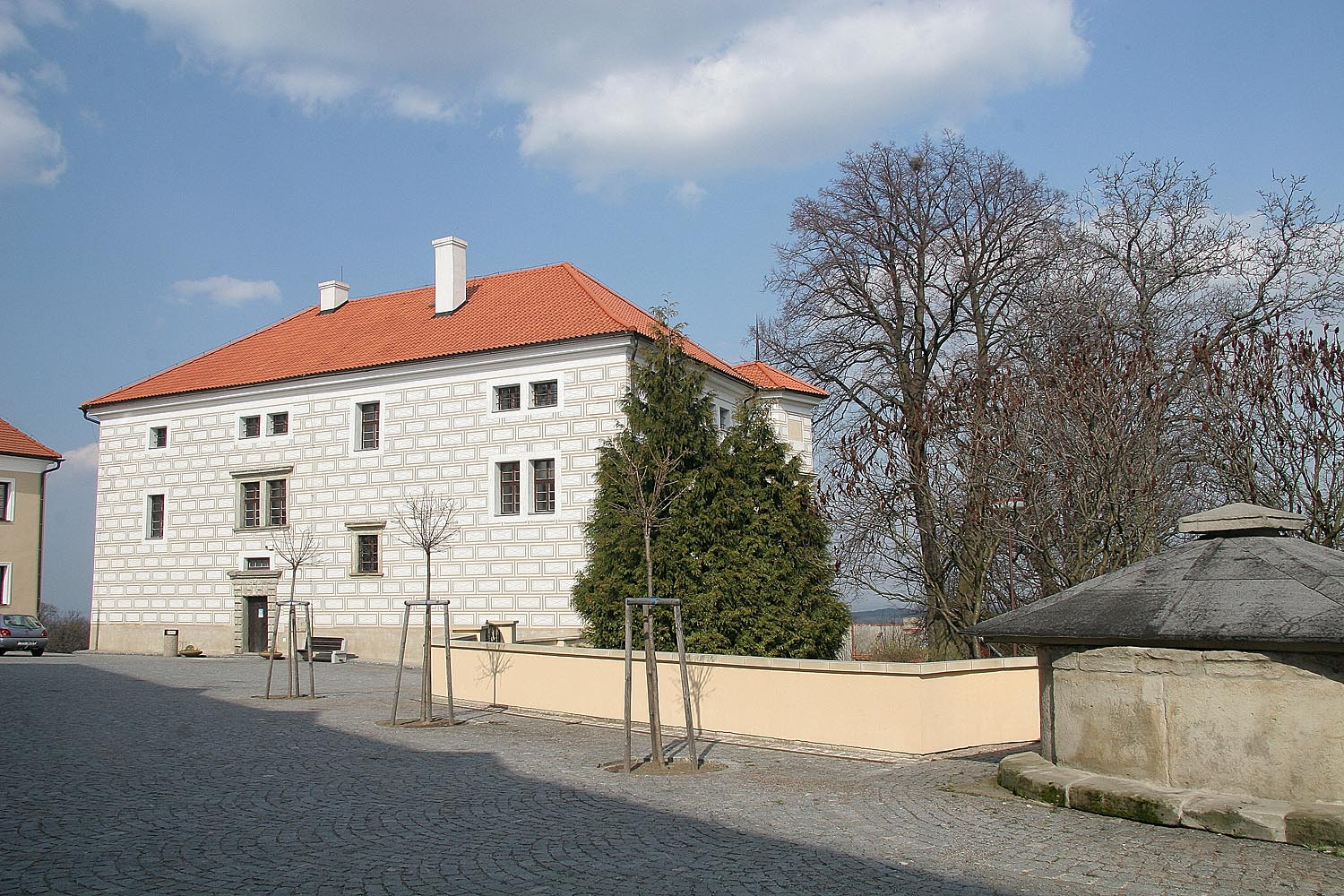
Schloss

Nasavrky entstand zum Übergang vom 12. zum 13. Jahrhundert während der Kolonisation des Eisengebirges. Die erste urkundliche Erwähnung des Ortes erfolgte 1318 als Sitz des Vladiken Žehart von Nasavrky. In der Mitte des 14. Jahrhunderts schenkte Karl IV. die Güter seinem Freund Johann Očko von Wlašim. Unter dem Olmützer Bischof wurde Nasavrky 1360 zum Städtchen erhoben und erhielt das Privileg zur Abhaltung eines Wochenmarktes.
Nachdem Karel Záruba von Hustířan 1593 Besitzer von Nasavrky geworden war, ließ er um 1600 die Feste abtragen und durch ein zweistöckiges Schloss ersetzen. Nach der Schlacht am Weißen Berg gingen die Záruba ins Exil und 1623 kaufte der kaiserliche Leutnant Francois de Couriers die Herrschaft Nasavrky. 1680 wurde das Gebiet von einer Pestepidemie heimgesucht. 1701 erwarb Franz Josef von Schönfeld die Herrschaft Nassaberg. Durch Heirat ging der Besitz 1737 an Johann Adam von Auersperg über. Der Fürst von Auersperg vereinigte die Herrschaften Nassaberg, Setsch und Schleb. Nach Johann Adam folgte sein Sohn Karl und dann dessen Bruder Vincenz. 1839 entstand neben dem Schloss ein großes Amtshaus. Nach der Ablösung der Patrimonialherrschaften wurde Nassaberg in der Mitte des 19. Jahrhunderts zum Sitz des Bezirksgerichtes. Am Anfang des 20. Jahrhunderts wurde Nasavrky der Sitz einer Bezirkshauptmannschaft und das Zentrum des nördlichen Eisengebirges. Nach dem Tod von Ferdinand Auersperg erbte 1942 Josef Trauttmansdorff das Schloss Nasavrky.
Der Status der Marktgemeinde wurde nach dem Zweiten Weltkrieg nicht erneuert und der Gerichtssitz ging verloren. Seit 1971 findet im Schloss jährlich die Kunstausstellung "Nasavrcká paleta" statt. Seit dem 27. September 2008 ist Nasavrky eine Stadt.

## Ortsgliederung
Die Gemeinde Nasavrky besteht aus den Ortsteilen Březovec (Brüsau), Drahotice (Drahotitz), Libáň (Liban), Nasavrky (Nassaberg), Nová Ves (Neudorf), Obořice (Wobotschitz), Ochoz (Wochos) und Podlíšťany (Podlischtan).

## Partnergemeinde

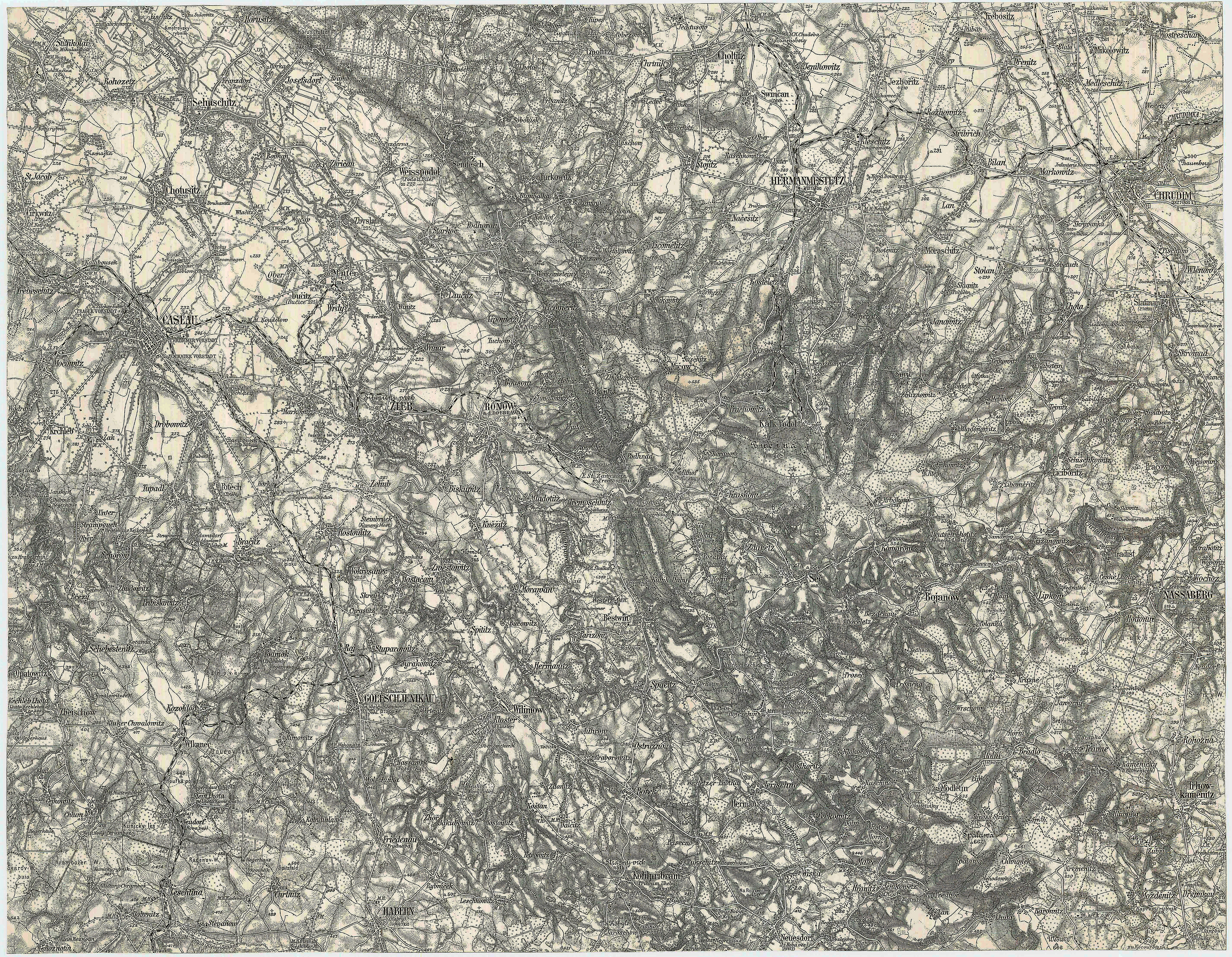
Das damalige Nassaberg (rechts außen) und seine westliche Umgebung um 1900 (Spezialkarte 1:75.000 der 3. Landesaufnahme)

- Nová Lesná, Slowakei

## Sehenswürdigkeiten
- Kirche St. Ägidius, das seit 1350 belegbare Gotteshaus wurde Ende des 13. Jahrhunderts erbaut und im 18. Jahrhundert barockisiert
- Schloss Nasavrky, errichtet um 1600. Im Jahre 1945 wurde das Josef Trauttmansdorff gehörige Schloss konfisziert und verstaatlicht. In dem zwischen 1995 und 1997 renovierten Gebäude befindet sich eine interaktive Ausstellung über die Kelten. Es dient auch als Kulturzentrum.
- Statue des Hl. Johannes von Nepomuk
- Burgruine Strádov

## Persönlichkeiten
In Libáň lebte eine Zeit lang der Komponist Zdeněk Fibich und in Obořice während des Zweiten Weltkrieges Marie Majerová.